# Valor de uso
O valor de uso é a qualidade que possui um objeto para satisfazer uma necessidade, determinado por suas condições naturais. Num sistema de produção capitalista deve-se diferenciar do valor de troca, já que sendo este último uma magnitude determinada pela quantidade de trabalho socialmente necessário para produzir a mercadoria, o valor de uso é determinado pelas características próprias do objeto e pelo uso específico e concreto que se dá ao mesmo por essas características.
É impossível comparar valores de uso entre si de maneira quantitativa (por exemplo por sua importância relativa) sem estabelecer um padrão de medida arbitrário e abstrato para qualificar usos que são diversos e por tanto incomparáveis. 
O valor de troca, isto é, a proporção em que se trocam as mercadorias entre si, de acordo a teoria do valor-trabalho, é uma medida quantitativa determinada pelo tempo de trabalho abstrato, ou seja, o tempo de trabalho socialmente necessário para produzi-las. Assim, o padrão de medida pelo qual se trocam as mercadorias é o tempo de trabalho socialmente necessário para as produzir. Se uma mercadoria vale o mesmo que outra é porque ambas requerem o mesmo tempo de trabalho para as produzir sob as mesmas condições sociais de trabalho. Este valor é independente por tanto do uso específico que tenham essas mercadorias, ou seja, independe de seu valor de uso.